# Soyaló
Soyaló är en kommunhuvudort i Mexiko.   Den ligger i kommunen Soyaló och delstaten Chiapas, i den sydöstra delen av landet, 700 km öster om huvudstaden Mexico City. Soyaló ligger 1 172 meter över havet och antalet invånare är 3 442.
Terrängen runt Soyaló är lite bergig. Runt Soyaló är det ganska tätbefolkat, med 116 invånare per kvadratkilometer. Närmaste större samhälle är Bochil, 12,1 km norr om Soyaló. I omgivningarna runt Soyaló växer huvudsakligen savannskog.